# Bình Hẻm
Bình Hẻm là một xã thuộc huyện Lạc Sơn, tỉnh Hòa Bình, Việt Nam.
Xã Bình Hẻm có diện tích 27,63 km², dân số năm 1999 là 2846 người, mật độ dân số đạt 103 người/km².